# رتنشوس
رتنشوس (به آلمانی: Rettenschöss) یک منطقهٔ مسکونی در اتریش است که در ناحیه کوفستاین واقع شده‌است. رتنشوس ۱۶٫۲۸ کیلومتر مربع مساحت دارد ۶۸۰ متر بالاتر از سطح دریا واقع شده‌است.